# 弗拉基米尔·库兹明-卡拉瓦耶夫
弗拉基米尔·德米特里耶维奇·库兹明·卡拉瓦耶夫（俄语：Владимир Дмитриевич Кузьмин-Караваев; 1859-1927），俄国法学家和自由派政治家。